# ساسان خداپرست
ساسان خداپرست (زاده ۸ شهریور ۱۳۵۳ در ارومیه) بازیکن سابق و مربی فعلی والیبال اهل ایران است. خداپرست سابقه عضویت در تیم‌های ملی نوجوانان، جوانان و بزرگسالان را در کارنامه خود دارد و درسال ۱۳۷۶ بعد از ۴ سال عضویت در تیم، کاپیتان تیم ملی ایران شد. وی به عنوان مربی سابقه هدایت تیم‌های جوانان و بزرگسالان شهرداری ارومیه و آذرباتری ارومیه را در کارنامه خود دارد.